# Kalmuckien

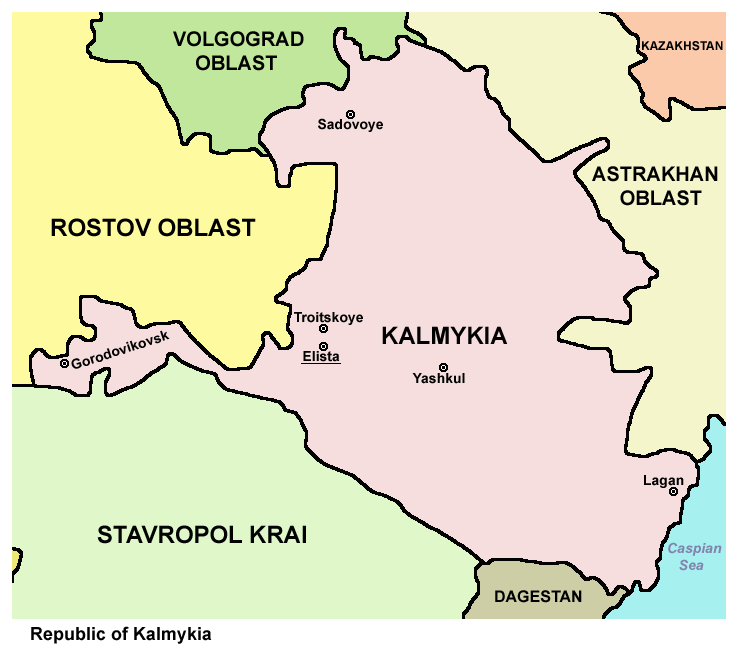

Kalmuckien eller Kalmykien är en delrepublik i sydvästra Ryssland, och har cirka 280 000 invånare. Den har kust mot Kaspiska havet i sydöst och gränsar mot Dagestan i söder, Stavropol kraj i sydväst, Rostov oblast i väst, Volgograd Oblast i nordväst och norr, Astrachan oblast i norr och öst samt med Volgas mynning i öster.

## Administration
Huvudstad är Elista. Utöver Elista har delrepubliken endast två administrativa städer, Lagan och Gorodovikovsk.

## Demografi
Befolkningen består av en mängd olika etniska grupper men de allra flesta är kalmucker (53,3 procent) eller ryssar (33,5 procent). 

## Historia
Kalmuckien blev ett autonomt oblast 1920 och 1936 en autonom republik inom Ryska SFSR. När det under andra världskriget misstänktes att kalmuckerna samarbetade med tyskarna deporterades alla kalmucker till Sibirien. 1957 tillät regeringen kalmuckerna att återvända och Kalmuckien blev återigen ett autonomt oblast för att 29 juli 1958 bli en autonom republik inom Ryska SFSR.

## Politik
Republikens grundlag antogs 5 april 1994. Republikens ledare (titeln president slopades i en lagändring i juli 2005) föreslås av Rysslands president och godkänns av republikens parlament, som kallas Folkets Chural. Om oenighet skulle uppstå, har Rysslands president befogenhet att upplösa parlamentet och utlysa nyval.
Kirsan Iljumzjinov var ledare för Kalmuckien 1993-2010. Iljumzjinov var också ledare för världsschackförbundet FIDE 1995-2018 och schack är populärt i Kalmuckien och obligatoriskt skolämne. Iljumzjinov har beskrivits som en excentrisk, nyckfull och korrupt ledare vars ledning innebar stagnation för Kalmuckiens ekonomi.
Iljumzjinov avgick 2010 som ledare för Kalmuckien och efterträddes den 24 oktober av Alexej Orlov. Sedan 2019 är Batu Chasikov delrepublikens president.

## Religion

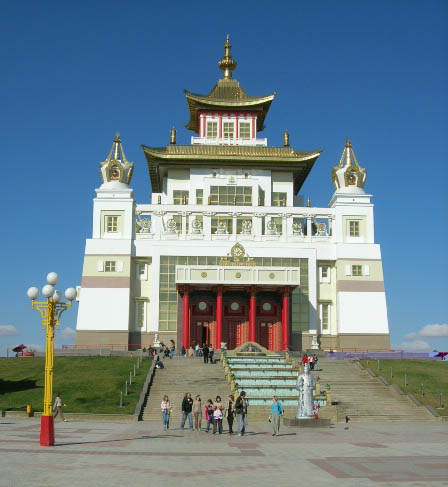
Det buddhistiska Gyllene templet i Elista.

Många kalmucker är lamaister och Dalai lama har besökt delrepubliken flera gånger. Kalmuckien är Europas enda område med en buddhistisk majoritet.